# Trelleborgs stad
Denna artikel handlar om den tidigare kommunen Trelleborgs stad. För orten se Trelleborg, för dagens kommun, se Trelleborgs kommun.
Trelleborgs stad var en stad och kommun i Malmöhus län.

## Administrativ historik
Staden var på medeltiden en stad vars privilegier drogs in 1619. Trelleborg fick den 25 oktober 1844 rättigheter som friköping som dock vid kommunreformen 1862 inte blev en köpingskommun. Den 15 december 1865 erhöll Trelleborgs köping stadsprivilegier såsom magistrat och rådstuvurätt och stapelstadsrätt, dock med vissa villkor att själv uppföra de nödvändiga institutionerna. Stapelstadsrätten började tillämpas från och med 1 juni 1867, dock hade innan det datumet borgmästaren och två rådmän blivit utsedda, och efter det datumet tillkom under året stadsfullmäktige, drätselkammare och auktionskammare. 1 juni 1867 bröts därmed staden ut ur Trelleborgs landskommun som en självständig stadskommun.
1908 inkorporerades landskommunen i staden. 1967 inkorporerades landskommunerna Anderslöv, Alstad, Skegrie, Gislöv och Klagstorp.
I och med att begreppet stad avskaffades vid kommunreformen 1971 ombildades staden till Trelleborgs kommun utan ytterligare territoriell förändring.
Trelleborgs stad hade egen jurisdiktion med rådhusrätt från inrättandet 1867 till och med 1963, varefter staden lades under landsrätt i Oxie och Skytts häraders tingslag.
Trelleborgs stadsförsamling bildades 1 juli 1867 ur Trelleborgs landsförsamling som uppgick i denna 1908 och samtidigt bytte namn till Trelleborgs församling.

### Sockenkod
För registrerade fornfynd med mera så återfinns staden inom ett område definierat av sockenkod 1380 som motsvarar den omfattning staden hade kring 1950, vilket då även omfattade den tidigare Trelleborgs socken.

## Stadsvapnet
Blasonering: I blå sköld en med kärna försedd krenelerad borg vars tvänne yttre kreneleringar äro försedda med flaggor. Borgen åtföjd av en halvmåne till höger och en sexuddig stjärna till vänster, allt av silver.
Ett stadssigill från 1400-talet (Trelleborg hade stadsprivilegier fram till 1619) ligger till grund för vapnet, fastställt av Kungl. Maj:t 1924. Efter kommunbildningen registrerades vapnet i Patent- och registreringsverket 1974.

## Geografi
Trelleborgs stad omfattade den 1 januari 1952 en areal av 11,05 km², varav 10,99 km² land.

### Tätorter i staden 1960
I Trelleborgs stad fanns tätorten Trelleborg, som hade 19 066 invånare den 1 november 1960. Tätortsgraden i staden var då 99,0 procent.

## Politik

### Mandatfördelning i valen 1919–1966
| 4 | 16 | 8 | 12 |

| 37 |

| 3 | 17 | 8 | 12 |

| 37 |

| 3 | 17 | 7 | 13 |

| 36 |

| 4 | 20 |  | 3 | 12 |

| 36 |

| 3 | 21 |  | 3 | 12 |

| 38 |

| 2 | 24 | 4 | 10 |

| 39 |

| 2 | 26 | 3 | 9 |

| 39 |

|  | 27 | 4 | 8 |

| 38 |

| 4 | 22 | 6 | 8 |

| 37 |

| 27 | 7 | 6 |

| 36 |

| 25 | 7 | 8 |

| 36 |

| 24 | 6 | 10 |

| 39 |

| 27 | 6 | 7 |

| 36 |

| 28 | 8 | 6 | 8 |

| 45 |